# Brian Kernighan
Brian Wilson Kernighan (/ˈkɜːrnɪhæn/), científico de la computación, nacido en Toronto, Canadá en 1942.
Conocido por la coautoría del libro El lenguaje de programación C. Trabajó en los Laboratorios Bell junto con Ken Thompson y Dennis Ritchie, donde ayudó en el desarrollo del sistema operativo Unix, programando utilidades como ditroff. Kernighan recibió su licenciatura en física e ingeniería en la Universidad de Toronto. Se doctoró en ingeniería eléctrica por la Universidad de Princeton, donde desde 2000 es profesor de ciencias de la computación.
Aunque prefiere el lenguaje C a cualquier otro (dijo que si tuviera que llevarse un lenguaje de programación a una isla desierta, tendría que ser C) Kernighan niega cualquier contribución suya en su diseño, acreditando su autoría total a Dennis Ritchie ("es enteramente obra de Dennis Ritchie"). No obstante contribuyó en la creación de otros lenguajes como AWK y AMPL. La "K" de las letras K&R con las que se conoce su libro más famoso, y la "K" de AWK derivan de "Kernighan".
Kernighan fue también editor en temas de software para Prentice-Hall International. Su serie Software Tools extendió la esencia del 'pensamiento C/Unix', como mejora sobre los más establecidos en el momento BASIC, FORTRAN, y Pascal.

## Resumen de logros
- El lenguaje de programación AWK, junto con Alfred V. Aho y Peter Weinberger, y su libro The AWK Programming Language.
- El lenguaje de programación AMPL.
- El libro The Practice of Programming.
- Software Tools, un libro y un conjunto de herramientas para C y Pascal, junto con P. J. Plauger.
- The Unix Programming Environment, un tutorial junto con Rob Pike.
- The C Programming Language, junto con Dennis Ritchie (creador de C), que fue la primera guía del lenguaje C.
- El lenguaje de procesamiento de textos pic para troff.
- El lenguaje de procesamiento de textos eqn para troff.
- The Principles of Programming, también con Rob Pike.
- Why Pascal is Not My Favorite Programming Language, una crítica popular del lenguaje Pascal diseñado por Niklaus Wirth. Algunas partes de la crítica han perdido validez gracias al estándar ISO 7185 (Programming Languages - Pascal), ya que el artículo fue escrito antes de la aparición de dicho estándar. (AT&T Computing Science Technical Report #100).
- ditroff

## Textos
- Software Tools (1976 con P. J. Plauger)
- The C Programming Language ("K&R") (1978 con Dennis Ritchie)
- The Elements of Programming Style (1982 con P. J. Plauger)
- The Unix Programming Environment (1984 con Rob Pike)
- The AWK Programming Language (1988 con Al Aho y Peter J. Weinberger)
- The Practice of Programming (1999 con Rob Pike)
- AMPL: A Modeling Language for Mathematical Programming, 2nd Ed. (2003 con Robert Fourer y David Gay)